# Vulcão Mayon
O vulcão Mayon é um vulcão nas Filipinas, situado na província de Albay. O seu cume com a forma de um cone quase perfeito é considerado como sendo mais belo do que o Monte Fuji no Japão entre outros. Alguns quilômetros a sul do vulcão situa-se a cidade de Legazpi.
O Mayon é classificado por vulcanólogos como um estratovulcão (vulcão composto). O seu cone simétrico foi formado alternadamente por fluxos piroclásticos e escoadas de lava. É o vulcão mais ativo do país, tendo entrado em erupção pelo menos 50 vezes nos últimos quatrocentos anos.
A erupção mais destrutiva do Mayon, alvo de relatos ou registros, ocorreu a 1 de fevereiro de 1814, tendo os fluxos de lava enterrado na cidade de Cagsawa e cerca de 1 200 pessoas pereceram tendo apenas resistido o campanário da igreja.
Situa-se entre a Placa Euroasiática e a Placa Filipina, numa fronteira com potencial altamente destrutivo, pois a placa continental, ao ser empurrada por uma placa oceânica, esta última, que é mais densa, é obrigada a descer, o que provoca a formação de magma no plano de Benioff assim gerado.
A sua última erupção foi em 25 de janeiro de 2018. A erupção expeliu magma que gerou uma coluna de gás e cinzas de 3 000 metros de altura e alimentaram de lava os rios que se localizam a 3 000 metros da cratera. Quando o alerta foi emitido foi de nível 4 que significa uma explosão perigosa de uma escala de 5.

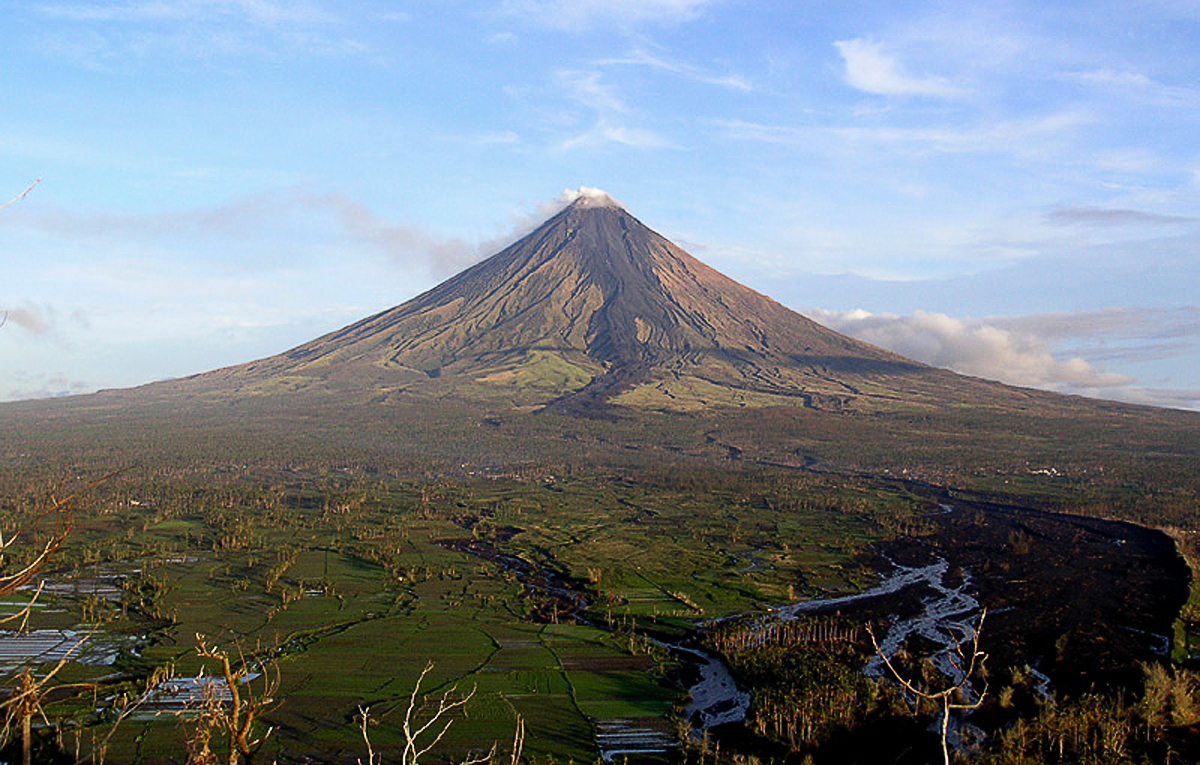
O vulcão Mayon